# Kazerunia undulata
Kazerunia undulata är en insektsart som beskrevs av Dodge Engleman 1977. Kazerunia undulata ingår i släktet Kazerunia och familjen Flatidae. Inga underarter finns listade i Catalogue of Life.